# Charles Dupeuty
Charles Désiré Dupeuty (Paris, 6 février 1798 - Saint-Germain-en-Laye, 20 octobre 1865), est un librettiste et auteur dramatique français.

## Biographie
Après ses études au lycée impérial, il s’enrôle dans l'armée pendant les Cent-Jours puis travaille comme employé après la dissolution de l'Armée de la Loire. Il débute au théâtre en 1821 et fonde en 1825 le journal d'opposition La nouveauté.
Il est célèbre pour être un des fondateurs de la Société des auteurs dramatiques dont il sera vice-président pendant six ans.
On lui doit de nombreuses pièces qui ont été jouées dans les plus grands théâtres parisiens du XIXe siècle (Théâtre des Folies-Dramatiques, Théâtre du Vaudeville, Théâtre du Palais-Royal, Théâtre de la Gaîté, Théâtre de la Porte-Saint-Martin, Théâtre des Variétés etc.).
Il est le père d'Adolphe Dupeuty.

## Œuvres
- La Fête au village, 1821
- L'Arracheur de dents, folie-parade en 1 acte, mêlée de couplets, avec Villeneuve, 1822
- Fille et Garçon, ou la Petite Orpheline, comédie-vaudeville en 1 acte, avec Villeneuve, 1822
- Le Premier Prix, ou les Deux Artistes, comédie-vaudeville en 1 acte, avec Villeneuve, 1822
- L'Actrice, comédie-vaudeville en 1 acte, avec Villeneuve, 1823
- Mon ami Christophe, comédie-vaudeville en 1 acte, avec W. Lafontaine, 1823
- Le Sergent de Chevert, vaudeville historique en 1 acte, avec Villeneuve, 1823
- Les Acteurs à l'essai, comédie-vaudeville épisodique en 1 acte, avec Ferdinand de Villeneuve, 1824
- Un jour à Dieppe, avec Langlé, 1824
- La Petite Somnambule, comédie-vaudeville en 1 acte, avec Villeneuve, 1824
- Ourika ou la Négresse, drame en 1 acte, avec Villeneuve, 1824
- Les Modistes, tableau-vaudeville en 1 acte, avec Villeneuve et Charles-Gaspard Delestre-Poirson, 1824
- Le Oui des jeunes filles, comédie-vaudeville en 1 acte, avec La Salle, 1824
- Le Tableau de Téniers, ou l'Artiste et l'Ouvrier, vaudeville en 1 acte, avec Villeneuve et Alhoy, 1824
- Pierre et Marie, ou le Soldat ménétrier, comédie-vaudeville en 1 acte, avec Langlé et Villeneuve, 1824
- Léonide, comédie vaudeville en 3 actes, avec Amable de Saint-Hilaire et Villeneuve, 1824
- Alice, ou les Six promesses, vaudeville en 1 acte, avec Villeneuve et Amable de Saint-Hilaire, 1825
- Monsieur Charles, ou Une matinée à Bagatelle, comédie-vaudeville en 1 acte, 1825
- Les Deux Tailleurs, ou la Fourniture et la façon, comédie-vaudeville en 1 acte, avec La Salle et Villeneuve, 1825
- Nicaise, ou le Jour des noces, comédie-vaudeville en 1 acte, avec Villeneuve, 1825
- L'Anonyme, comédie-vaudeville en 2 actes, avec Villeneuve et Armand-François Jouslin de La Salle, 1826
- La Dette d'honneur, comédie vaudeville en 2 actes, avec Langlé et Villeneuve, 1826
- Le Soldat en retraite, ou les Coups du sort, drame en 2 actes, avec La Salle et Villeneuve, 1826
- Le Vieux Pauvre, ou le Bal et l'Incendie, mélodrame en 3 actes et à grand spectacle, avec Laloue et Villeneuve, 1826
- Le Hussard de Felsheim, comédie-vaudeville en 3 actes, avec Villeneuve, 1827
- Monsieur Botte, comédie-vaudeville en 3 actes, avec Villeneuve, 1827
- Le Jeune Maire, comédie-vaudeville en 2 actes, avec Saintine et Duvert, 1827
- Le Palais, la Guinguette et le Champ de bataille, prologue d'inauguration en 3 tableaux, à grand spectacle, avec Brazier et Carmouche, 1827
- La Revue au galop, vaudeville en 1 acte et à spectacle, avec Alhoy et La Salle, 1827
- La Grande Duchesse, comédie-vaudeville en 1 acte, avec Saintine et Villeneuve, 1828
- Guillaume Tell, drame-vaudeville en 3 actes, avec Saintine, Villeneuve et Adolphe Adam, 1828
- Le Sergent Mathieu, comédie-vaudeville en 3 actes, avec Saintine, 1828
- Les Enfants trouvés, comédie-vaudeville en 2 actes, avec Saintine et Duvert, 1828
- Le Cousin Giraud, comédie-vaudeville en 1 acte, avec Ferdinand Laloue et Antoine Jean-Baptiste Simonnin, 1828
- Les Poletais, comédie vaudeville en 2 parties, 1828
- Le Page de Woodstock, avec Saintine et Duvert, 1828
- Les Omnibus, ou la Revue en voiture, vaudeville en 4 tableaux, avec de Courcy et Espérance Hippolyte Lassagne, 1828
- L'Art de se faire aimer de son mari, comédie-vaudeville en 3 actes, avec Saintine, 1828
- La Revue de Paris, scènes épisodiques mêlées de couplets, avec Rougemont et Courcy, 1829
- L'Humoriste, vaudeville, avec Fulgence de Bury, 1829
- Cricri et ses mitrons, avec Pierre-Frédéric-Adolphe Carmouche et Armand-François Jouslin de La Salle, 1829
- Madame Grégoire ou Le cabaret de la Pomme de pin, 1830
- Napoléon ou Schoenbrunn et Sainte Hélène, drame historique en 2 parties et 9 tableaux, avec Alexandre Piccinni, 1830
- L'Espionne, épisode de 1808 en 5 parties, mêlé de chant, avec Achille d'Artois, 1830
- N, I, Ni, ou le Danger des Castilles, amphigouri-romantique en 5 actes et en vers sublimes, mêlé de prose ridicule, avec Carmouche, de Courcy, Victor Hugo et Piccini, 1830
- Tristine ou Chaillot, Surêne et Charenton, trilogie sans préambule et sans suite, avec Courcy et Carmouche, 1830
- La Famille improvisée, scènes épisodiques, avec Nicolas Brazier et Duvert, 1831
- Angélique et Jeanneton, comédie-vaudeville en 4 actes, avec X.-B. Saintine, 1831
- Victorine ou La nuit porte conseil, drame en 5 actes, avec Dumersan, 1831
- Marionnette, parodie en 5 actes et en vers de Marion Delorme, avec Duvert, 1831
- Le Maréchal Brune, ou la Terreur de 1815, événement historique en 4 tableaux, avec Fontan, 1831
- Madame Grégoire ou le Cabaret de la pomme de pin, chanson en 2 actes, avec Rochefort et Charles de Livry, 1831
- La Vie de Molière, comédie historique en 3 actes, avec Étienne Arago, 1832
- L'Homme de la nature et l'Homme policé, vaudeville en 2 actes et 5 tableaux, avec de Kock, 1832
- Le Courrier de la malle, comédie en 3 actes, avec Rougemont et Courcy, 1832
- Le Barbier du roi d'Aragon, drame en 3 actes, en prose, avec Jean-Joseph Ader et Louis-Marie Fontan, 1832
- Le Fils de l'Empereur, histoire contemporaine en 2 actes, avec Théodore Cogniard et Fontan, 1832
- La Camargo ou L'opéra en 1750, comédie en 4 actes, mêlée de chant, avec Fontan, 1833
- Bergami et la reine d'Angleterre, drame en 5 actes et en 6 tableaux, avec Maurice Alhoy et Fontan, 1833
- Le Gentilhomme, vaudeville anecdotique en 1 acte, avec de Courcy, 1833
- Faublas, comédie en cinq actes mêlée de chant, avec Léon-Lévy Brunswick et Victor Lhérie, 1833
- Le Comte de Saint-Germain, pièce en 3 actes, mêlée de chants, avec Fontan, 1834
- Madelon-Friquet, comédie vaudeville en 2 actes, avec Rougemont, 1835
- Analyse de Napoléon à Schoenbrunn et à Sainte-Hélène, avec François Regnier de La Brière, 1835
- Jean Jean don Juan, parodie en cinq pièces, avec Achille d'Artois et Michel-Nicolas Balisson de Rougemont, 1835
- Un de plus, comédie-vaudeville en 3 actes, avec Paul de Kock, 1835
- La Croix d'or, comédie en 2 actes, avec Rougemont, 1835
- Cornaro, tyran pas doux, traduction en 4 actes et en vers d'Angelo, tyran de Padoue, avec Victor Hugo et Félix-Auguste Duvert, 1834
- Paris dans la comète, revue vaudeville en 1 acte, avec Étienne Arago et Rougemont, 1835
- Le Barbier du roi d'Aragon, drame en 3 actes, en prose, avec Ader et Fontan, 1836
- Pierre le Rouge, comédie en 3 actes, avec Benjamin Antier et Rougemont, 1836
- Mariana, comédie en 3 actes, avec Fontan, 1836
- Madeleine, drame-vaudeville en 3 actes, avec de Kock et Charles Mourier, 1836
- M. Dasnière ou la suite du Sourd, comédie parade en 1 acte mêlée de couplets, avec Dumersan, 1836
- La Liste des notables, comédie en deux actes, mêlée de couplets, avec Alexis Decomberousse, 1836
- L'Homme à femmes, comédie-vaudeville en 5 actes, avec Courcy, 1836
- L'Ange gardien, comédie en 3 actes, mêlée de chant, avec Paulin Deslandes, 1837
- La Folie Beaujon ou l'Enfant du mystère, vaudeville en 1 acte, avec Edmond Rochefort, 1837
- La Chevalière d'Eon, comédie historique en deux actes, mêlée de couplets, 1837
- Les Dames de la halle, comédie-anecdote en 2 actes, avec Vanderburch, 1838
- Mademoiselle, comédie-vaudeville en 2 actes, avec Laurencin, 1838
- Le Procès du maréchal Ney, (1815), drame historique en 4 tableaux, avec Fontan, 1838
- Anacréon, ou Enfant chéri des dames, comédie en 1 acte mêlée de couplets, avec Frédéric de Courcy, 1838
- Arthur ou 16 ans après, drame vaudeville en 2 actes, avec Fontan et Gustave Robillard, 1838
- Le Pauvre Idiot, ou le Souterrain d'Heilberg, drame en 5 actes et 8 tableaux, avec Fontan, 1838
- Argentine, comédie en 2 actes, mêlée de couplets, avec Michel Delaporte et Gabriel de Lurieu, 1839
- Balochard ou Samedi, dimanche ou lundi, vaudeville en trois actes, avec Émile Vanderburch, 1839
- Les Filles de l'enfer, vaudeville fantastique en 4 actes et six tableaux, avec Charles Desnoyer, 1839
- L'Ange dans le monde et le diable à la maison, comédie en 3 actes, avec de Courcy, 1839
- La Belle Bourbonnaise, comédie-vaudeville en deux actes, avec Michel-Nicolas Balisson de Rougemont et Ferdinand Langlé, 1839
- Mignonne, ou Une aventure de Bassompierre, comédie en 2 actes, mêlée de chants, avec de Courcy, 1839
- Les Floueurs, ou l'Exposition de la flibusterie française, parade en 1 acte, avec Langlé, 1839
- Bonaventure, comédie vaudeville en 3 actes et 4 tableaux, avec de Courcy, 1840
- La Correctionnelle, scènes épisodiques, avec Alhoy et Rougemont, 1840
- Le Grand Duc, proverbe en 1 acte, avec Courcy, 1840
- Matelots et Matelottes, tableau vaudeville en 1 acte, avec Dumersan, 1840
- Les Amours de Psyché, 1841
- Le Perruquier de l'empereur, drame en 5 actes, 1841
- Deux Dames au violon, pochade en 1 acte, avec Cormon, 1841
- Les Amours de Psyché, pièce fantastique, mêlée de chant, en 3 actes et 10 tableaux, précédée de l'Olympe, prologue, avec Michel Delaporte, 1841
- Le Père Trinquefort, vaudeville en 1 acte, avec Cormon, 1841
- La Maîtresse de poste, comédie en 1 acte, avec de Courcy, 1841
- Lucrèce, comédie en 3 actes mêlée de chant, avec Bourgeois, 1841
- Paris la nuit, drame populaire en 5 actes et 8 tableaux, avec Cormon, 1842
- Gringalet, fils de famille, comédie-parade en trois actes, avec Dumersan, 1842
- Les Deux Sœurs de charité, drame en 3 actes, mêlé de chant, 1842
- Les Petits Mystères de Paris, vaudeville en 3 actes et 6 tableaux, avec Cormon, 1842
- Les Grisettes en Afrique, ou le Harem, pièce en 2 actes et 3 tableaux, mêlée de vaudevilles, avec Carmouche, 1842
- Les Chevau-légers de la reine, comédie en 3 actes, mêlée de chant, avec Bernard Lopez, 1842
- Comédiens et Marionnettes, vaudeville en 2 actes, avec Delaporte, 1842
- Les Buses-graves, parodie des Burgraves , en 3 actes et en vers, avec Langlé, 1843
- Le Trombone du régiment, comédie-vaudeville en trois actes, avec Cormon et Saint-Amand, 1843
- Les Cuisines parisiennes, vaudeville populaire en 3 actes, avec Cormon, 1843
- Une campagne à deux, comédie en 1 acte, 1843
- Ravel en voyage, vaudeville en 1 acte, avec Varin, 1844
- Le Troubadour omnibus, folie-vaudeville en 1 acte, avec Langlé, 1844
- Le Canal Saint-Martin, drame en 5 actes et 7 tableaux, avec Eugène Cormon, 1845
- Riche d'amour, comédie vaudeville en un acte, avec Duvert, Saintine et Augustin Théodore de Lauzanne de Vauroussel, 1845
- Le Lait d'ânesse, comédie-vaudeville en 1 acte, avec de Lurieu, 1846
- La Planète à Paris, revue de 1846 en 3 actes, avec Duvert et Lurieu, 1846
- Les Brodeuses de la reine, comédie-vaudeville en 1 acte, avec Gabriel de Lurieu, 1846
- La Veuve de quinze ans, comédie-vaudeville en 1 acte, 1846
- La Descente de la Courtille, vaudeville-ballet-pantomime en 2 tableaux, avec Théophile Marion Dumersan, 1846
- Le Chevalier d'Essonne, comédie vaudeville en 3 actes, avec Anicet Bourgeois, 1847
- Le Moulin à paroles, comédie-vaudeville en 1 acte, avec de Lurieu, 1847
- Les Trois portiers, comédie-vaudeville en 2 actes, avec Vanderburch, 1847
- Fualdès, drame en cinq actes et huit tableaux, avec Grangé, 1848
- Le Buveur d'eau, tableau populaire en 1 acte, avec Paulin Deslandes, 1848
- Le Chevalier Muscadin, comédie-vaudeville en deux actes, avec Anicet Bourgeois, 1849
- L'Hôtel de la Tête noire, drame en 5 actes et 9 tableaux, avec Cormon et Grangé, 1849
- Le Prophète, avec Eugène Grangé, 1849
- Gracioso, ou le Père embarrassant, vaudeville en 3 actes, avec Grangé, 1849
- L'Hurluberlu, comédie en 1 acte, avec de Courcy, 1849
- La Vie de café, pièce en 3 actes, mêlée de chants, avec Vanderburch, 1850
- Les Aventures de Suzanne, drame en cinq actes et huit tableaux, avec Eugène Guinot, 1851
- Meublé et non meublé, vaudeville en 1 acte, avec Grangé, 1851
- L'Eau de javelle, comédie-vaudeville en 1 acte, avec Lurieu, 1852
- Un frère terrible, comédie-vaudeville en 1 acte, avec Guinot, 1852
- Un vieux de la vieille roche, comédie vaudeville en 1 acte, avec Grangé, 1852
- La Poissarde, ou les Halles en 1804, drame en cinq actes, avec Bourget et Deslandes, 1852
- Hamlet, prince de Danemark, avec Lurieu, 1853
- La Faridondaine, drame mêlé de chant et de musique nouvelle, en cinq actes et huit tableaux, avec Bourget, 1853
- La Chine à Paris, 1854
- Quatorze de dames, comédie-vaudeville en 1 acte, 1854
- Les Gueux de Béranger, drame en cinq actes, mêlé de chant, avec Jules Moinaux, 1855
- La Treille du Roi, opéra comique en 1 acte, avec Paul Henrion, 1855
- Pilbox et Friquet, à-propos en 1 acte, mêlé de chant, avec Bourget, 1855
- Tromb-al-ca-zar ou Les criminels dramatiques, bouffonnerie musicale en 1 acte, avec Bourget et Jacques Offenbach, 1856
- Les Deux Pêcheurs, 1857
- Le Père aux écus, drame en 5 actes, avec Ferdinand Dugué, 1857
- Le Marquis d'Argentcourt, comédie-vaudeville en 3 actes, avec Delaporte et Clairville, 1857
- Une tempête dans une baignoire, pièce en 1 acte, avec de Lurieu, 1859
- Fanfan le batonniste, comédie-vaudeville en 2 actes, avec de Lurieu, 1859
- Le Paratonnerre, comédie-vaudeville en deux actes, avec Lurieu, 1860
- P'tit fils p'tit mignon, vaudeville en 1 acte, avec de Lurieu, 1860
- Le Maréchal Ney, drame historique en cinq actes et onze tableaux, avec Anicet Bourgeois et Adolphe d'Ennery, 1863
- Le Carnaval des canotiers, vaudeville en 4 actes, avec Henri Thiéry et Amédée de Jallais, 1864
- Les Carrières de Montmartre, mélodrame populaire en 5 actes, 8 tableaux et un prologue, avec Ernest Bourget, 1865
- La Poissarde ou les halles en 1804, 1868
- La Permission de minuit, tableau militaire, avec Moinaux, 1868
- Ce que j'éprouve loin de Vous, romance, non datée
- Si j'étais petit papier, rondoletto, non datée
- La Rose d'amour, romance, non datée